# Яред Шегумо
Яред Шегумо (род. 10 января 1983, Аддис-Абеба) — польский легкоатлет эфиопского происхождения, который специализировался на марафоне.

## Биография
В 1999 году впервые приехал в Польшу, где в Быдгоще состоялся чемпионат мира по легкой атлетике среди юношей. Во время этого чемпионата он появился на дистанции 400 метров, дойдя до полуфинала. После турнира, чтобы избежать призыва в армию, он решил не возвращаться в страну, примкнув к лагерю беженцев в Отрембусах. Сначала тренировался в спринте, но вскоре его перевели на средние дистанции. В то время польская ассоциация легкой атлетики запросила официальную передачу Шегумо в сборную Польши, которая состоялась в августе 2003 года.
В сентябре 2003 года принял польское гражданство. В феврале 2004 года в Лейпциге установил рекорд Польши на 3000 метров в помещении. Его наибольшими успехами были: трехкратный национальный чемпион среди юношей (2003 год — 5000 м, 2005 год — 800 м и 1500 м) и двукратный национальный чемпион в помещениях (2004 и 2006 гг. — 3000 м). Он представлял Польшу на Кубке Европы в помещении 2004 в Лейпциге (5-е место на 3000 м) и дважды в Кубке Европы — 3-е место в 2005 году во Флоренции и 7-е место в 2006 году в Малаге (оба на 3000 м).
В последующие годы он не добился хороших результатов и поэтому не получал финансирования. Тогда он отправился в Великобританию, где работал охранником и оператором вилочного погрузчика. В 2011 году, когда он сэкономил достаточно денег, он вернулся в Польшу. В течение этого периода у него был перерыв в профессиональной легкой атлетике.
В 2011 году выиграл крупнейшее массовое мероприятие в Польше «Biegnij Warszawo» (10 км) со временем 29.37.0.
С 2012 года начал практиковаться в марафоне, часто отправляясь на тренировки в Эфиопию. В 2012 году, дебютировав в марафоне, он стал польским чемпионом в этой дисциплине.
В 2013 году выиграл 35-й варшавский марафон со временем 2:10.34.
В 2014 году занял второе место в марафоне на 22-м чемпионате Европы по легкой атлетике в Цюрихе.
В 2016 году был в составе сборной Польши на летних Олимпийских играх в Рио-де-Жанейро.
в 2018 году выиграл золотую медаль чемпионата Польши в марафоне во второй раз в своей карьере.

## Личная жизнь
В 2005 году женился на эфиопке Биртукан, с которой имеет дочь Элроя (родилась в 2012 году) и сына Арона (родился в 2014 году).